# روبرتا اسمیت

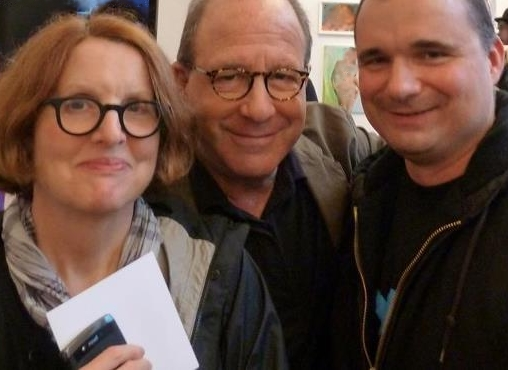
روبرتا اسمیت با جری سالتز (وسطی) و تری وارد, 2012

روبرتا اسمیت منتقد هنری آمریکایی در خدمت نیویورک تایمز و سخنران در مورد هنر معاصر است.
اسمیت در نیویورک با شوهرش، جری سالتز ارشد منتقدان هنری نیویورک، زندگی می‌کند.